# Rock Sound, Bahamas
Rock Sound este o așezare situată în partea de sud-vest a insulei Eleuthera, componentă a arhipelagului Bahamas. Conform unor estimări oficiale din 1990 localitatea avea 1.100 locuitori. Aeroport internațional (cod IATA: RSD, cod  ICAO: MYER).